# Mille Miglia 1927
La Mille Miglia 1927 è stata una corsa automobilistica di velocità su strada.
Disputata tra il 26 e il 27 marzo 1927 su un percorso stradale da Brescia a Roma e ritorno venne vinta da Ferdinando Minoia e Giuseppe Morandi che coprirono l'intera distanza di 1628 km su una OM 665 "Superba" S Torpedo Sport ufficiale in 21 ore 4 minuti e 48 secondi alla velocità media di 77,238 chilometri orari seguiti da due vetture gemelle affidate a T. Danieli - Balestrero e M. Danieli - Rosa.

## Categorie
Nella prima edizione di quella che sarebbe diventata una grande classica le vetture erano suddivise in classi in base alla cilindrata. Ben 77 concorrenti presero il via da Brescia di cui 55 completarono il percorso.
| Sigla | Categoria      |
| ----- | -------------- |
| 750   | entro 750 cm3  |
| 1.1   | entro 1100 cm3 |
| 1.5   | entro 1500 cm3 |
| 3.0   | entro 3000 cm3 |
| 5.0   | entro 5000 cm3 |
| 8.0   | entro 8000 cm3 |

## Percorso
Per la prima edizione venne disegnato un tracciato a forma di "8" con partenza e arrivo a Brescia, tappa intermedia a Bologna da toccare due volte, all'andata e al ritorno, e giro di boa a Roma.
Brescia — Montichiari — Asola — Canneto sull'Oglio — Piadena — Casalmaggiore — Parma — Reggio Emilia — Modena — Bologna — Passo della Raticosa — Passo della Futa — Firenze — San Casciano in Val di Pesa — Poggibonsi — Siena — San Quirico d'Orcia — Radicofani — Bolsena — Viterbo — Monterosi — Madonna di Bracciano — Roma — Civita Castellana — Narni — Terni — Valico della Somma — Spoleto — Foligno — Perugia — Gubbio — Fossato di Vico — Fabriano — Castelraimondo — Tolentino — Macerata — Villa Potenza — Loreto — Ancona — Senigallia — Fano — Pesaro — Rimini — Cesena — Forlì — Faenza — Imola — Bologna — Ferrara — Rovigo — Monselice — Padova — Noale — Treviso — Cornuda — Feltre — Primolano — Bassano — Marostica — Vicenza — Lonigo — Verona — Peschiera del Garda — Desenzano del Garda — Brescia.
Il tracciato raggiunse una distanza complessiva di 1628,200 km.

## Gara

### Resoconto

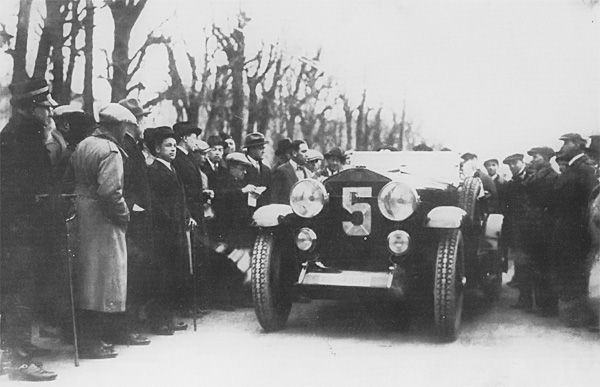
La partenza della prima vettura in assoluto da viale Venezia a Brescia. È l'Isotta Fraschini Tipo 8A SS torpedo di Aymo Maggi e Bindo Maserati

Sul percorso della prima edizione della Mille Miglia si sfidarono, principalmente a scopo pubblicitario, alcune marche straniere e quasi tutte le marche italiane attive quell'anno, a prescindere da quale "classe" di vetture producessero. Tuttavia, essendo un evento di nuova organizzazione nessuno era realmente consapevole di quali caratteristiche sarebbero state richieste alle vetture e quindi i marchi si prepararono alla competizione seguendo due principali scuole di pensieroː da una parte si puntò su vetture strettamente di serie privilegiando l'affidabilità, dall'altra si cercò di prepararne di speciali per affrontare una gara di velocità.
Nella minima classe parte solo una squadra di ben tre Peugeot 5CV tipo MM preparate per l'occasione mentre tra le 1100 vi sono molte Fiat 509 su diversi livelli di preparazione contro due SAM, una squadra di Amilcar CGS ed una Salmson per Luigi Fagioli. Nella classe 1500 si presentano al via cinque Ceirano Tipo S 150 contro delle Fiat 501, alcune delle quali dotate della testata speciale Superculasse Silvani, e una Bugatti Tipo 40.
La casa bresciana OM decise di prepararsi al meglio per conquistare la prima edizione della gara, ritenuta "di casa". Prepara quindi una squadra di ben tre vetture ufficiali derivate da quelle che ha già schierato con un certo successo alla 24 Ore di Le Mans. Si tratta di tre OM 665 "Superba" S torpedo Sport affidate a tre equipaggi molto competitivi composti da Ferdinando Minoia e Giuseppe Morandi, e dai fratelli Tino e Mario Danieli, fidati collaudatori della casa, rispettivamente in coppia con Renato Balestrero e Archimede Rosa. In classe 2.0 si trovano anche delle Itala tipo 61, la migliore delle quali guidata da Franco Cortese, e delle Ansaldo 6B IV serie con carrozzeria torpedo non modificate.
Nella classe superiore fino a 3.0 è presente l'Alfa Romeo con tre RL SS con carrozzeria torpedo Mille Miglia preparate appositamente per la gara e affidate ai validi Gastone Brilli-Peri, con Bruno Presenti, "Frate Ignoto", pseudonimo di Arturo Mercanti, insieme a Carlo Sozzi, e ad Attilio Marinoni e Giulio Ramponi, fidati collaudatori della casa milanese. Nella stessa classe corrono le Lancia Lambda preparate dalle concessionarie di Torino e Milano con la consulenza dei tecnici della casa torinese e affidate a degnissimi piloti come Ermenegildo Strazza e Attilio Varallo insieme a Ferruccio Radice ed Ezio Cattaneo, Giacosa - Storari, Moschini - Concari e dalle coppie di fratelli Benelli e Battaglini. Nella stessa classe sono presenti anche le Bianchi tipo 20 torpedo, una delle quali venne affidata all'asso motociclistico della casa, poi destinato ad un radioso futuro anche su quattro ruote, Tazio Nuvolari; e le poco competitive Ansaldo AH e Diatto.

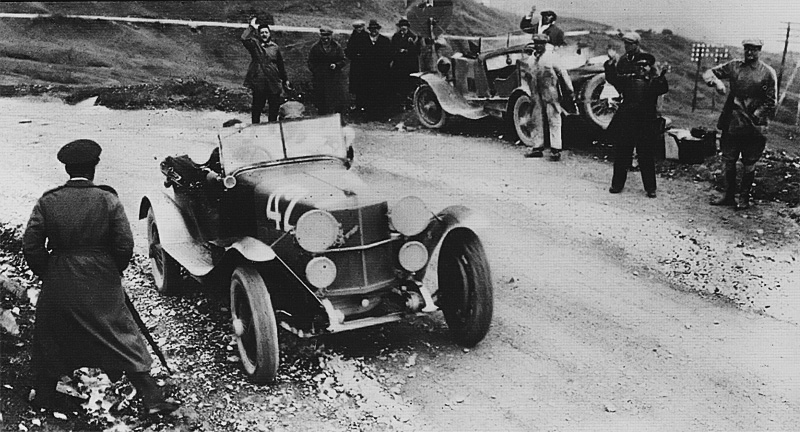
L'Alfa Romeo RL SS di Brilli-Peri - Presenti mentre attraversano il passo della Raticosa

Nella classe 5.0 sono presenti delle Fiat 519 mentre nella massima classe corre da sola l'Isotta Fraschini Tipo 8A SS torpedo di Aymo Maggi, uno dei fondatori della corsa, e del collaudatore della casa Bindo Maserati.
La partenza viene data alle 8 del mattino e la gara inizia con l'attraversamento dell'Emilia a ritmo sostenuto e l'Alfa Romeo RL SS di Brilli-Peri - Presenti prima a Bologna, seguita dalla OM di Minoia - Morandi a 4 minuti e dalla RL SS gemella di Marinoni - Ramponi a 5. Scalando gli Appennini e attraversando la Toscana Brilli-Peri, fiorentino, mantiene la testa della corsa e arriva per primo a Roma con 14 minuti di vantaggio sulla OM 665 di Minoia - Morandi e 19 su quella di M. Danieli - Rosa. La RL SS gemella di Marinoni - Ramponi è quarta e li insegue ad 1 minuto tallonata a sua volta dalla terza OM 665 di T. Danieli - Balestrero, sempre ad 1 minuto.
Sulla via del ritorno a Brescia l'Alfa Romeo di Brilli-Peri - Presenti rallenta e le OM 665 "Superba" cominciano a recuperare terreno finché a Spoleto la vettura milanese, sin lì sempre in testa alla corsa, si deve ritirare a causa della rottura del motore. A quel punto le OM 665 "Superba" sono prima e seconda, impensierite solo dall'Alfa Romeo RL SS di Marinoni - Ramponi in terza posizione che tuttavia, dopo aver provato un attacco, sarà anch'essa costretta al ritiro nei pressi di Verona, a causa di un guasto al differenziale.
Da quel momento in poi le tre OM 665 "Superba" S torpedo Sport sono prima, seconda e terza, e si dirigono vittoriosamente verso Brescia. Vi arriva per prima dopo 1628,2 km di gara percorsi in 21 ore 4 minuti e 48 secondi la OM 665 "Superba" S torpedo Sport ufficiale di Ferdinando Minoia e Giuseppe Morandi, seguita dalle vetture gemelle di Tino Danieli - Renato Balestrero e Mario Danieli - Archimede Rosa, classificandosi anche primi della classe 2,0 litri.
Al 4º e al 5º posto si classificarono le due Lancia Lambda di Strazza - Varallo e Pugno - Bergia, prima e seconda di classe 3.0 litri, seguite dall'Isotta Fraschini Tipo 8A SS torpedo di Maggi e Maserati, ovviamente prima di classe, e da due Alfa Romeo RL SS di "Frate Ignoto" - Sozzi al 7º posto e di Gutermann - Munaron al 9°, separate dall'Itala tipo 61 di Franco Cortese, con Baroncini. In 10ª posizione si piazzò la Bianchi Tipo 20 Sport torpedo di Tazio Nuvolari e Alessandro Cappelli.
Binda - Belgir guidarono la loro Bugatti Tipo 40 al 12º posto assoluto e al primo di classe 1.5, davanti alle molte Ceirano Tipo S 150 e Fiat 501. Le Fiat 509 S trionfarono nella classe 1,1 litri con i vincitori Moalli - Ferrari classificatesi 20° assoluti e tenendo testa anche alla Fiat 519 S spider di Silvani - Minozzi, primi di classe 5.0 e 22° assoluti. Dopo circa 34 ore di gara giunsero a Brescia anche tutte e tre le Peugeot 5CV tipo MM, guidate da quella di Cazzulani - Monferroni, occupando le ultime tre posizioni assolute ma concludendo comunque la gara.

### Risultati[1]
| Pos. | N°  | Equipaggio                          | Vettura                             | Scuderia            | Tempo/Ritiro | Categoria |
| ---- | --- | ----------------------------------- | ----------------------------------- | ------------------- | ------------ | --------- |
| 1    | 14  | Ferdinando Minoia Giuseppe Morandi  | OM 665 "Superba" S torpedo Sport    | Officine Meccaniche | 21h04'48"2   | 2.0       |
| 2    | 13  | Tino Danieli Renato Balestrero      | OM 665 "Superba" S torpedo Sport    | Officine Meccaniche | 21h20'53"6   | 2.0       |
| 3    | 12  | Mario Danieli Archimede Rosa        | OM 665 "Superba" S torpedo Sport    | Officine Meccaniche | 21h28'02"2   | 2.0       |
| 4    | 17  | Ermenegildo Strazza Attilio Varallo | Lancia Lambda                       |                     | 21h42'48"0   | 3.0       |
| 5    | 99  | U. Pugno G. Bergia                  | Lancia Lambda                       |                     | 21h55'14"6   | 3.0       |
| 6    | 5   | Aymo Maggi Bindo Maserati           | Isotta Fraschini Tipo 8A SS torpedo |                     | 22h00'35"8   | 8.0       |
| 7    | 49  | « Frate Ignoto » Carlo Sozzi        | Alfa Romeo RL SS                    | Alfa Romeo          | 22h06'11"0   | 3.0       |
| 8    | 71  | Franco Cortese M. Baroncini         | Itala Tipo 61                       |                     | 22h45'46"2   | 2.0       |
| 9    | 74  | W. Gutermann R. Munaron             | Alfa Romeo RL SS                    |                     | 22h53'57"0   | 3.0       |
| 10   | 89  | Tazio Nuvolari Alessandro Cappelli  | Bianchi Tipo 20 Sport torpedo       |                     | 23h12'02"0   | 3.0       |
| 11   | 33  | Emilio Bonamico S. Felicioni        | Itala Tipo 61                       |                     | 23h16'45"0   | 2.0       |
| 12   | 55  | G. Binda A. Belgir                  | Bugatti Tipo 40                     |                     | 23h18'23"0   | 1.5       |
| 13   | 36  | P. Cattaneo Luigi Beccaria          | Ceirano Tipo S 150                  |                     | 23h28'29"0   | 1.5       |
| 14   | 47  | Albino Marinoni O. Morbidini        | Ansaldo 6B IV serie                 |                     | 23h28'44"0   | 3.0       |
| 15   | 72  | Ernesto Tamburi A. Attili           | Itala Tipo 61                       |                     | 23h41'09"4   | 2.0       |
| 16   | 24  | A. Battaglini R. Battaglini         | Lancia Lambda                       |                     | 23h41'43"6   | 3.0       |
| 17   | 11  | P. Anselmi Carlo Gazzabini          | OM 665 "Superba" S torpedo Sport    |                     | 24h02'14"0   | 2.0       |
| 18   | 95  | Cesare Schieppati G. Ferretti       | Diatto Tipo 35                      |                     | 24h05'00"6   | 3.0       |
| 19   | 81  | E. Giraudo P. Pagliero              | Diatto Tipo 26                      |                     | 24h18'55"0   | 3.0       |
| 20   | 39  | P. Moalli Bartolo Ferrari           | Fiat 509 S                          |                     | 24h23'41"0   | 1.1       |
| 21   | 59  | G. Ricci « Gay »                    | Fiat 509 S                          |                     | 24h27'32"4   | 1.1       |
| 22   | 41  | E. Silvani Giovanni Minozzi         | Fiat 519 S spider                   |                     | 24h52'54"0   | 5.0       |
| 23   | 45  | Carlo Bucchetti E. Alessandrini     | Ansaldo 6B IV serie                 |                     | 24h58'12"8   | 2.0       |
| 24   | 1   | Alfonso Zampieri A. Bertoldi        | Amilcar CGSs                        |                     | 25h07'17"4   | 1.1       |
| 25   | 66  | Emilio Giacosa G. Storari           | Lancia Lambda                       |                     | 25h12'24"0   | 3.0       |
| 26   | 58  | « Rossato » Filippo Tassara         | Ceirano Tipo S 150                  |                     | 25h26'26"4   | 1.5       |
| 27   | 46  | « Novi » « Ciompi »                 | Ansaldo 6B IV serie                 |                     | 25h31'06"0   | 3.0       |
| 28   | 38  | N. Manenti C. Ricceri               | Fiat 509 S                          |                     | 25h37'03"0   | 1.1       |
| 29   | 75  | A. Antici « Grasselli »             | OM 665 "Superba" S torpedo Sport    |                     | 25h49'34"0   | 2.0       |
| 30   | 19  | M. Benelli Filippo Benelli          | Lancia Lambda                       |                     | 25h53'13"8   | 3.0       |
| 31   | 96  | A. Sansoni L. Viano                 | Diatto Tipo 30                      |                     | 26h32'22"0   | 2.0       |
| 32   | 90  | C. Moschini A. Concari              | Lancia Lambda                       |                     | 26h36'18"6   | 3.0       |
| 33   | 44  | Natale Romano Cesare Villa          | Bianchi Tipo 20                     |                     | 26h43'59"0   | 3.0       |
| 34   | 85  | Corrado Lotti A. Bartolini          | Ansaldo 6B IV serie                 |                     | 26h46'03"0   | 3.0       |
| 35   | 4   | C. Comelli « Badini »               | OM 469 Torpedo                      |                     | 26h49'12"0   | 1.5       |
| 36   | 100 | Stanislao Terziani Guis. Forti      | Ansaldo 4H                          |                     | 26h59'23"0   | 2.0       |
| 37   | 76  | Emilio Bernardi « Passerini »       | OM 665 "Superba" S torpedo Sport    |                     | 27h48'47"2   | 2.0       |
| 38   | 8   | U. Donati G. Tartaglia              | Fiat 501 S                          |                     | 27h56'10"0   | 1.5       |
| 39   | 18  | Ferruccio Radice Ezio Cattaneo      | Lancia Lambda                       |                     | 28h01'47"6   | 3.0       |
| 40   | 16  | Gino Crespi A. Vaghi                | SAM Tipo C 25F                      |                     | 28h10'05"0   | 1.1       |
| 41   | 40  | Edoardo Weber B. Menchetti          | Fiat 509 S                          |                     | 28h12'52"0   | 5.0       |
| 42   | 26  | Giorgio Ambrosini « Cossalter »     | Fiat 509 S guida interna            |                     | 28h16'11"0   | 1.1       |
| 43   | 53  | Emilio Romano M. Martinelli         | Fiat 509 S                          |                     | 28h16'48"0   | 1.5       |
| 44   | 67  | Dino Ravasio A. Fozzato             | Fiat 509 S                          |                     | 28h17'56"0   | 1.1       |
| 45   | 101 | L. Negri « Battacchi »              | Amilcar CGSs                        |                     | 29h43'14"0   | 1.1       |
| 46   | 9   | C. Chiabotti « Candiani »           | Fiat 509 S                          |                     | 29h45'00"0   | 1.1       |
| 47   | 3   | G. Favero C. Salvioni               | Bugatti Tipo 13 Brescia             |                     | 30h00'09"0   | 1.5       |
| 48   | 73  | Rino Casarotti A. Marino            | Itala Tipo 61 berlina aerodinamica  |                     | 30h30'37"0   | 2.0       |
| 49   | 30  | Enzo Crotti « Buozzi »              | Fiat 501 S                          |                     | 30h31'14"4   | 1.5       |
| 50   | 2   | T. Saccomani M. Fiumi               | Amilcar CGSs                        |                     | 32h04'10"0   | 1.1       |
| 51   | 88  | Francesco Pirola C. Pensi           | Bianchi Tipo 20                     |                     | 32h15'49"0   | 3.0       |
| 52   | 77  | A. Arrivabene « Gatti »             | Fiat 501 testa Silvani              |                     | 33h46'18"0   | 1.5       |
| 53   | 84  | Giuseppe Cazzulani « Monferroni »   | Peugeot 5CV tipo MM                 | Peugeot             | 33h51'33"0   | 750       |
| 54   | 83  | « Du Petit Thouars » L. Siregni     | Peugeot 5CV tipo MM                 | Peugeot             | 37h48'26"0   | 750       |
| 55   | 82  | « Lauvergne » « Labergue »          | Peugeot 5CV tipo MM                 | Peugeot             | 37h50'33"0   | 750       |
| Rit. | 7   | G. Cirio G. Benno                   | Lancia Lambda                       |                     |              | 3.0       |
| Rit. | 10  | G. Vaccari A. Bogani                | Fiat 501 testa Silvani              |                     |              | 1.5       |
| Rit. | 25  | E. Guerrero A. Frassinelli          | Lancia Lambda                       |                     |              | 3.0       |
| Rit. | 28  | Francesco Matrullo « Fiammi »       | Fiat 509 S                          |                     |              | 1.1       |
| Rit. | 42  | Gastone Brilli-Peri Bruno Presenti  | Alfa Romeo RL SS                    | Alfa Romeo          |              | 3.0       |
| Rit. | 43  | Attilio Marinoni Giulio Ramponi     | Alfa Romeo RL SS                    | Alfa Romeo          |              | 3.0       |
| Rit. | 50  | Giuseppe Gilera B. Ghiringhelli     | Fiat 509 S                          |                     |              | 1.1       |
| Rit. | 51  | Umberto Capello « Tomei »           | Fiat 509 S                          |                     |              | 1.1       |
| Rit. | 52  | G. Viola A. Viola                   | Ceirano Tipo S 150                  |                     |              | 1.5       |
| Rit. | 54  | Claudio Sandonnino P. Reggiani      | Bugatti Tipo 40                     |                     |              | 2.0       |
| Rit. | 60  | Luigi Fagioli « Lanzi »             | Salmson 1100                        |                     |              | 1.1       |
| Rit. | 61  | Gioacchino Leonardi C. Spineto      | Ceirano Tipo S 150                  |                     |              | 1.5       |
| Rit. | 63  | Ezio Barbieri « Guidelli »          | SAM Tipo C 25F                      |                     |              | 1.1       |
| Rit. | 64  | « Rolli » « Fontanesi »             | Ceirano Tipo S 150                  |                     |              | 1.5       |
| Rit. | 65  | R. Ruvioli « Giombini »             | Ansaldo 4H                          |                     |              | 2.0       |
| Rit. | 69  | Piero Lissoni E. Fumagalli          | Fiat 501 S                          |                     |              | 1.5       |
| Rit. | 79  | Giulio Aymini « Delpodio »          | Diatto Tipo 35                      |                     |              | 3.0       |
| Rit. | 80  | G. Ceratto F. Sartorio              | Lancia Lambda                       |                     |              | 3.0       |
| Rit. | 86  | A. Bornigia « Massei »              | Ansaldo 6B IV serie                 |                     |              | 3.0       |
| Rit. | 92  | M. Riolo « Geri »                   | Fiat 509 S                          |                     |              | 1.1       |
| Rit. | 93  | Giovanni Portioli G. Dall'Olio      | Amilcar CGSs                        |                     |              | 1.1       |
| Rit. | 94  | L. Arpinati R. Bertoni              | Alfa Romeo RL SS                    |                     |              | 3.0       |